# Kurt Krause
Kurt Krause (1883 — 1963) foi um professor universitário que se distinguiu no campo da botânica e da sistemática.

## Biografia
Começou a trabalhar com o Prof. Adolf Engler no Jardim Botânico de Berlim a 1 de Janeiro de 1905.
Participou activamente em viagens de recolha e herborização da flora da Turquia,  contribuindo para o estabelecimento de um herbário em Ankara, o qual iniciou o seu funcionamento em 1933 sob a direcção do Professor Krause, integrado no Instituto de Agricultura da Turquia. A partir desse ano foi professor de Botânica da Universidade de Ankara.
Especializou-se na sistemática do género Philodendron da América Central.
Nos anos em que as colecções botânicas das «Reales Expediciones Españolas a Latinoamérica» estiveram patentes no Museu de História Natural de Berlim, foram estudadas por numerosos taxonomistas alemães, entre eles Kurt Krause, Friedrich Markgraf (1897-1987), Otto Christian Schmidt (1900-1951), Otto Sleumer (1906-93), Friedrich Walter Domke (1899-1988) e Ludwig Emil Friedrich Diels (1874-1945). Aquela colecção encontra-se albergada no Institut Botànic de Barcelona.
Kurt Krause teve uma abundantíssima produção de identificações e denominação de novas espécies, já que se contam 1844 registos IPNI, publicados habitualmente nos seguintes periódicos: Bot. Jahrb. Syst., Notizbl. Bot. Gart. Berlin-Dahlem, Bot. J. Linn. Soc., Ann. Mus. Congo Belge, Bot., Arac.-Colocas., Die Nat?rlichen Pflanzenfamilien e J.Sturms Flora von Deutschland.

## Publicações
Entre muitas outras, é autor das seguintes publicações:
- kurt Krause. 2011. Beitrage Zur Kenntnis Der Flora Von Aden... (Contribuciones al conocimiento de la flora de Adén). Reimpreso por Nabu Press, 82 pp. ISBN 1271304317
- kurt Krause, h.g. adolf Engler, karl a.e. Prantl. 2010. Die Natürlichen Pflanzenfamilien Nebst Ihren Gattungen und Wichtigeren Arten, Insbesondere Den Nutzpflanzen, Unter Mitwirkung Zahlreicher Hervorragend. Reimpreso por BiblioBazaar, 98 pp. ISBN 1148590021
- 2009. Leipziger Lehrausflüge (Viajes de enseñanza por Leipzig). Reimpreso por BiblioBazaar, 168 pp. ISBN 111520162X
- hikmet ahmet Birand. 1940. Bati ve Ortaanadolu nebat formation'lari (Flora occidental y central de la formación de Anatolia). Vol. 60 de Yüksek Ziraat Enstitüsü ̧calışmalarından, Yüksek Ziraat Enstitüsü (Ankara). 29 pp.
- 1937. Ankaranin Floru (Flora de Ankara). 2ª edición de Yüksek Ziraat Enstitüsü, 207 pp.
- 1927. Die botanische Literatur über die Türkei. 14 pp.
- 1936. Gymnospermen der Türkei. 42 pp.
- 1936. Türkiyenin gymnospermleri: (Çiplak tohumlular). [Übers.:] Salahattin Fehmi. Editor Yüksek Ziraat Enstitüsü, 42 pp.
- 1913. Das Pflanzenreich. Revisión del género Philodendron.
- 1913. A new shrub of the genus Esenbeckia from Colombia
- 1912. Goodeniaceae und Brunoniaceae. 213 pp.
- 1912. Araceae-Philodendroideae-Philodendreae: Allg. Teil, Homalomeninae u. Schismatoglottidinae. Das Pflanzenreich 55. 134 pp.